# Berka/Werra
Pour les articles homonymes, voir Berka.
Berka/Werra, également appelée Berka an der Werra, est une ancienne ville de Thuringe, en Allemagne, située sur la rivière Werra à 19 km à l'ouest d'Eisenach.
La municipalité est constituée des districts municipaux de : Berka/Werra, Fernbreitenbach, Gospenroda, Herda, Horschlitt, Vitzeroda et Wünschensuhl.